# 楼钥

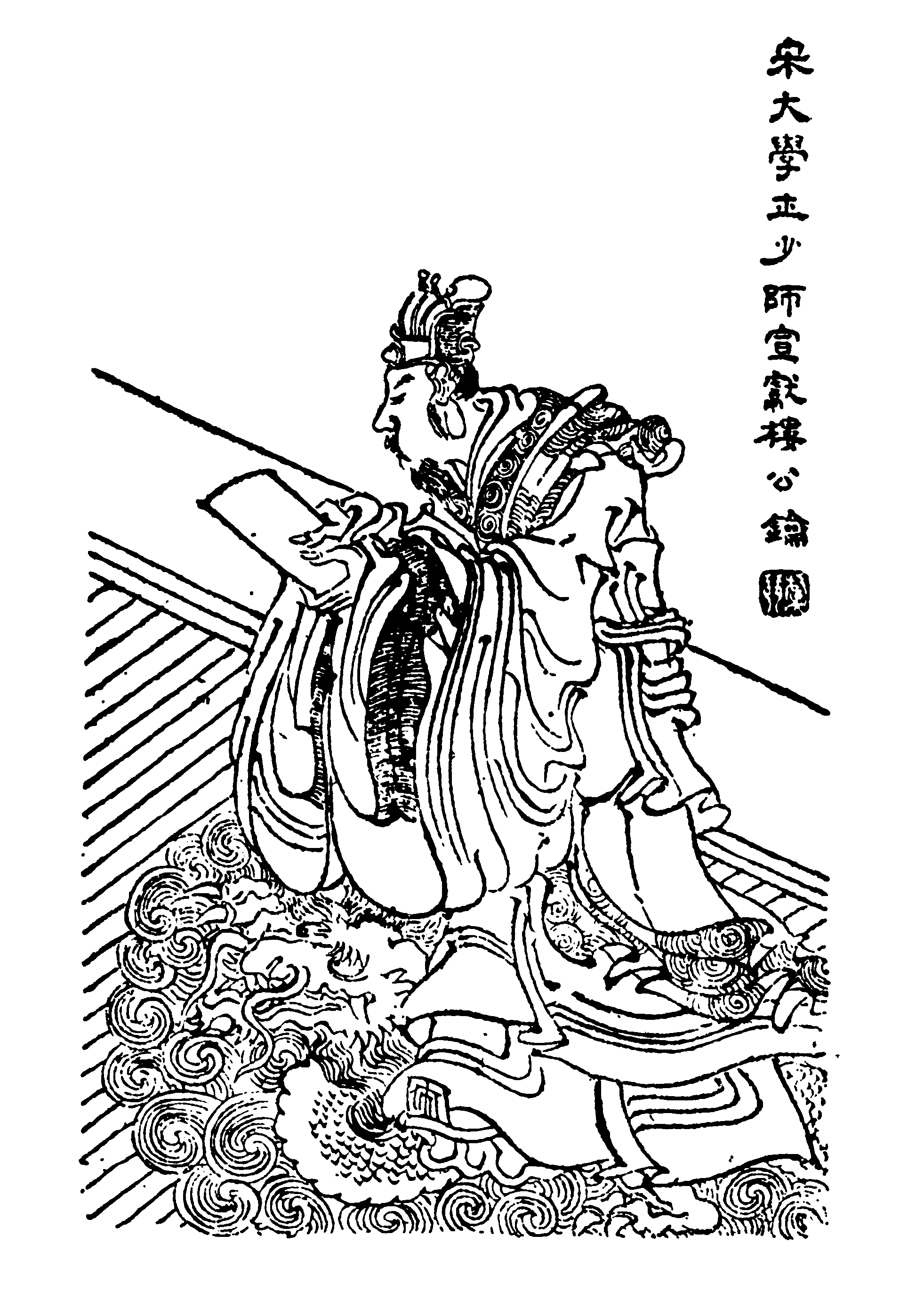
宋大學士少師宣獻樓公鑰（清代畫家虞琴所繪，出自《四明人鑑》）

楼钥（1137年—1213年5月10日），字大防。庆元道鄞县（今浙江宁波）人，南宋詩人、文学家。

## 简历
樓璹弟樓璩之第三子，有兄長樓鍚、樓錫，與袁方、袁燮師事王默、李鴻漸、李若訥、鄭鍔等人。隆興元年（1163年）進士及第。歷官温州教授，起居郎兼中書舍人，乾道五年（1169年），随舅父賀正旦使汪大猷出使金朝。
绍熙内禅，楼钥起草立储诏书。寧宗即位之初，掌內外制，遷給事中兼實錄院同修撰、直學士院、權吏部尚書兼侍讀。政治上附同趙汝愚，抨擊韓侂胄。慶元黨禁後，以「母老易危，暑行致疾，群醫俱試，百口相驚」乞歸，居家十三年。韓侂胄見誅，朝廷以翰林學士召見，歷官同知樞密院事，參知政事。嘉定六年四月十八日（1213年5月10日）卒，谥宣献。袁燮寫有行狀。有子樓淳、樓濛（早夭）、樓潚、樓治，皆以蔭入仕。

## 評價
楼钥直言敢谏，宋光宗有“楼舍人朕亦惮之”语。在朝与权臣不和，曾辞去官职。

## 著作
早年隨仲舅汪大猷使金，著有《北行日录》。另有《攻媿集》一百二十卷，是研究樓家家族與四明歷史的好材料。

## 遗迹

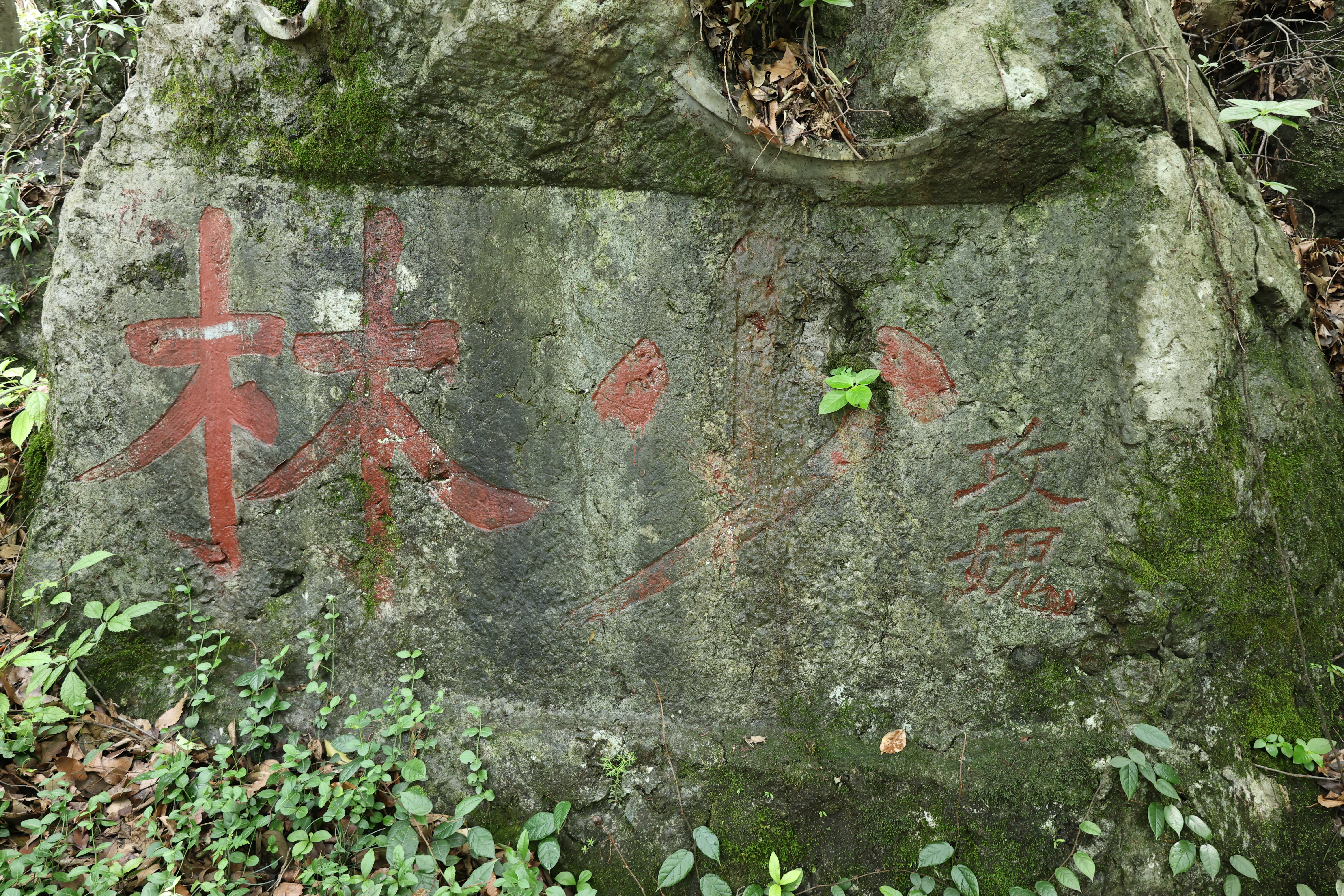
樓鑰榜書“少林”，落款為其號“攻媿”。約開禧、嘉定年間（1207-1209）。

今淨慈寺後山蓮花洞上方有樓鑰榜書二大字“少林”題刻。今浙江宋参知政事赠太师谥清敏楼钥墓。

## 延伸閱讀
[在维基数据编辑]
 《四明人鑑·宋資政殿大學士少師宣獻樓公鑰》，出自《四明人鑑》
 《宋史/卷395》，出自脱脱《宋史》